# Rochet-Schneider
La Rochet-Schneider è stata una Casa automobilistica francese attiva dal 1894 al 1932.

## Storia

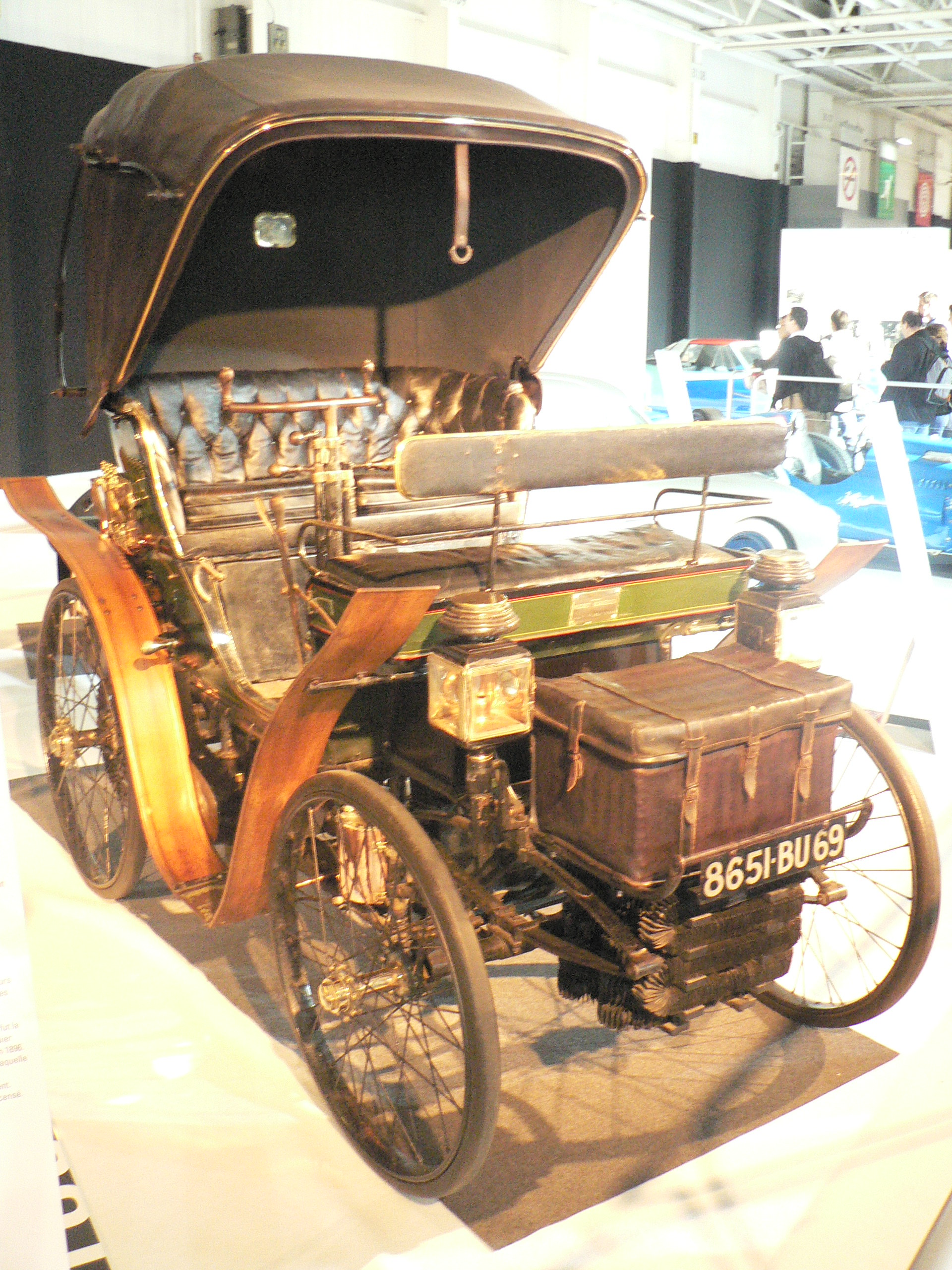
Una delle prime Rochet-Schneider

Inizialmente vi era solamente Jean-François Rochet, titolare di una fabbrica di biciclette a Lione, nella quale lavorava anche il figlio, Edouard Rochet. Nel 1889 i due ricevettero la proposta di mettersi in società con Théophile Schneider, in modo da diffondere le biciclette ed i velocipedi in maniera più rapida. Il padre rifiutò l'offerta, ma il figlio ne rimase entusiasta, al punto da accettare ed essere così costretto a mettersi in concorrenza con il padre. Nacque così nel 1892 la società Edouard Rochet et Théophile Schneider.
Ma ben presto ci si rese conto che non erano le biciclette, bensì l'automobile il potenziale mezzo di trasporto del futuro, perciò cominciarono ad interessarsi alla produzione automobilistica e si misero alla ricerca di uno stabilimento dove poter produrre automobili in maniera efficace.
La prima vettura prodotta risale al 1895 ed è in pratica una replica delle contemporanee Benz. Da lì alla fine dell'anno altri due prototipi videro la luce, prototipi che mostravano sempre una certa parentela stilistica e tecnica con le Benz, ma anche con le Peugeot dell'epoca.
Poco dopo, la Casa cominciò a darsi all'attività sportiva per diffondere al pubblico le qualità delle loro vetture: l'attività agonistica della Rochet-Schneider vide alcuni buoni risultati alternati ad altri meno buoni, ma dettati soprattutto da circostanze sfortunate, indipendenti dalle qualità delle vetture, le quali furono invece notate dal pubblico per la loro affidabilità e robustezza.
Gli ordini cominciarono a moltiplicarsi e nel 1901 le Rochet-Schneider vendute a partire dal 1895 furono circa 400.
Altre due caratteristiche delle vetture della Casa lionese stavano nella loro semplicità costruttiva e nella loro silenziosità, aspetti che di fatto seppero attirare a sé una buona fetta di clientela.
Nel 1900 la Rochet-Schneider si trasferì in un altro stabilimento, non lontano dal primo, ma più grande e più adatto per gli scopi dell'azienda.
Durante i primissimi anni del Novecento, le Rochet-Schneider furono prodotte su licenza anche in altri Paesi, tra cui la Svizzera, il Belgio, l'Italia e persino gli Stati Uniti.
Intanto i successi sportivi si fecero più numerosi, mentre i modelli di serie prodotti furono talmente affidabili che qualche giornalista lì definì addirittura "monotoni" !!!
Nel 1904, però, la Rochet-Schneider fu posta inaspettatamente in vendita ad una società londinese, la quale finì per gestire malamente la Casa lionese, dimostrandosi più interessata ai guadagni che non alla qualità dei prodotti. Come risultato si ebbe unicamente che la società fu rimessa in vendita nel 1907.
Caso volle che a riacquistarla fosse proprio Théophile Schneider, defilatosi dalla società in occasione della vendita agli inglesi perché contrario a tale manovra. Ritornata in mano al suo padre biologico, la Rochet-Schneider si rimise in moto e si orientò maggiormente verso vetture di gran prestigio: in listino comparirono modelli da 20, 30, 40 e 50 CV, tutti di fascia alta, di lusso o addirittura di gran lusso.
Ma i risultati commerciali, sebbene discreti, non erano più come prima. Le entrate risultarono inferiori, per cui la Rochet-Schneider dovette avvalersi di prestiti bancari e poco dopo dovette addirittura tornare nel primo stabilimento, più economico da gestire!
Ben presto la Casa fu nuovamente posta in vendita e stavolta Théophile Schneider si dimise e lasciò l'azienda. Poco dopo, la Casa lionese si dedicò alla produzione di veicoli commerciali.

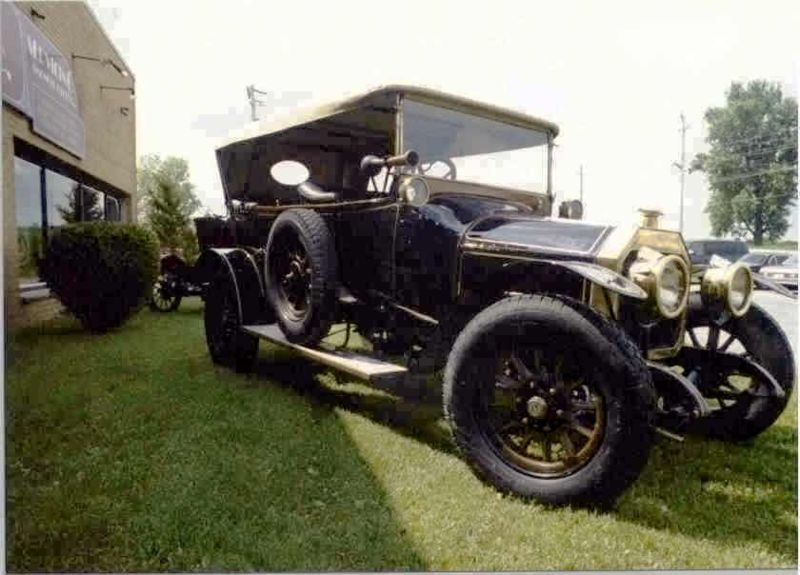
Una Rochet-Schneider del 1914

Si arrivò così alla prima guerra mondiale, durante la quale furono costruiti camion destinati a scopo bellico. Al termine del conflitto, la Rochet-Schneider lentamente riavviò la produzione automobilistica, proponendo tre modelli, rispettivamente da 12, 18 e 30 CV, che però non ebbero successo perché troppo costosi.
Nel 1922 fu presentata la prima vettura della Casa dotata di distribuzione a valvole in testa.
Fu proposto anche un modello più economico, che però fu sostituito dopo alcuni anni da un modello ben più impegnativo, fatto che si rivelò azzardato per la Casa che già non navigava in buone acque.
Si arrivò così al 1929, anno in cui la Grande depressione, ma anche le diverse scelte commerciali dall'esito infelice costrinsero la Rochet-Schneider a puntare su un solo modello, destinato ad una clientela facoltosa.
Poco dopo fu presentata una 6 cilindri da 5.4 litri.
Nel 1932 la Rochet-Schneider chiuse definitivamente i battenti.